# Sonia Grandjean
Sonia Küng, geborene Grandjean (* 27. September 1979 in Dietikon, Kanton Zürich), ist ein Schweizer Model und Miss Schweiz 1998.

## Leben
Mit 14 Jahren wurde Grandjean bei einer Zürcher Modelagentur unter Vertrag genommen und für Foto-Shootings und Modeschauen gebucht. Von 1995 bis 1997 machte sie eine Bürolehre bei einer Versicherung mit anschliessender Anstellung.
Im September 1998 wurde Grandjean zur Miss Schweiz gewählt. Der Titel berechtigte sie zur Teilnahme an der Miss-World- und Miss-Universe-Wahl. Nach ihrem „Amtsjahr“ kehrte sie ins Berufsleben zurück und arbeitete noch sporadisch als Model.
Im Mai 2011 heiratete sie ihren langjährigen Lebensgefährten und nahm seinen Nachnamen an. Das Paar hat zwei Söhne (* 2012, * 2014).